# 赵宏伟 (元朝)
赵宏伟（1244年—1326年），字子英，号松涧，原籍甘陵，迁居许州襄城，元朝政治人物。
至元十三年（1276年）蒙古军攻南宋时，他跟随元帅宋都䚟略地临江，在吉州，击败宋将管忠节，迫使知州周天骥以城降元。署为吉州参佐官，转任太和县尹，俘宋文天祥部将罗开礼，杀叶良臣等。至元十七年（1280年）为衡州路总管府治中，至元二十四年（1287年）解官。元成宗大德五年（1301年）董士恒推荐他，为佥浙西道肃政廉访司事。镇江大旱，蠲免民租九万余石。大风海溢，润州、常州、江阴等州民屋多荡没，民众缺乏口粮。发廪赈济，活者十馀万，转任江南行台都事。历任南台都事、内台都事、浙东廉访副使，延请许谦为师。官至福建道肃政廉访使。元仁宗皇庆年间以南台治书御史致仕。去世后，追封天水郡侯，谥贞献。